# Атлантска Канада
Атлантска Канада, (енгл. Atlantic Canada, енгл. Atlantic provinces), је регион источне Канаде који се састоји од провинција које се налазе на обали Атлантика, искључујући Квебек: три поморске провинције – Њу Бранзвик, Нова Шкотска и Острво Принца Едварда и најисточнију провинцију Њуфаундленд и Лабрадор. Становништво четири атлантске провинције је 2016. било око 2.300.000 на пола милиона км2. Покрајине заједно су имале приближан БДП од 121.888 милијарди долара по подацима за 2011. годину. Израз Атлантска Канада популаризован је након пријема Њуфаундленда као канадске провинције 1949. године.

## Историја
Први премијер Њуфаундленда, Џои Смолвуд, сковао је термин „Атлантска Канада” када се Њуфаундленд придружио Канади 1949. године. Он је веровао да не би било примерно да Њуфаундленд претпостави да би могао да укључи себе у постојећи термин „Поморске провинције” који се користи да опишем културне сличности које деле Њу Бранзвик, Острво Принца Едварда и Нова Шкотска. Три поморске провинције су ушле у Конфедерацију током 19. века (Њу Бранзвик и Нова Шкотска су били чланови оснивачи „Доминиона Канаде” 1867. године, а Острво Принца Едварда се придружило 1873).

## Географија
Иако Квебек има физички атлантску обалу у заливу Светог Лоренса, генерално се не сматра атлантском провинцијом, већ се класификује као део Централне Канаде заједно са Онтаријем. Атлантска и Централна Канада заједно су познате и као Источна Канада.

## Демографија
Следећа табела даје пописне бројке из 2021. за „Метрополитенске области“ (изграђене од целих општина) и „Популационе центре“ (ограничене на стварна подручја која су у изградњи) у Атлантској Канади. Листа укључује заједнице са популацијом од преко 15.000, према становништву Метрополитанског подручја, или 10.000 према становништву Популационог центра.
| Заједница          | Провинција             | Становништво метро области (КМА/КА) | Становништво урбаног подручја |
| ------------------ | ---------------------- | ----------------------------------- | ----------------------------- |
| Халифакс           | Нова Шкотска           | 465.703                             | 348.634                       |
| Сент Џонс          | Њуфаундленд и Лабрадор | 212.579                             | 185.565                       |
| Монктон            | Њу Брансвик            | 157.717                             | 119.785                       |
| Сент Џон           | Њу Брансвик            | 130.613                             | 63.447 – Сент Џон             |
| Сент Џон           | Њу Брансвик            | 130.613                             | 24.881 – Киспамсис-Ротесеј    |
| Фредериктон        | Њу Брансвик            | 108.610                             | 64.614                        |
| Кејп Бретон        | Нова Шкотска           | 98.318                              | 30.960 – Сиднеј               |
| Кејп Бретон        | Нова Шкотска           | 98.318                              | 16.915 – Глејс Беј            |
| Кејп Бретон        | Нова Шкотска           | 98.318                              | 12.353 – Сиднеј Мајнс         |
| Шарлоттаун         | Острво Принца Едварда  | 78.858                              | 52.390                        |
| Труро              | Нова Шкотска           | 46.157                              | 23.583                        |
| Нови Глазгов       | Нова Шкотска           | 34.397                              | 19.316                        |
| Батерст            | Њу Брансвик            | 31.387                              | 15.985                        |
| Корнер Брук        | Њуфаундленд и Лабрадор | 29.762                              | 19.129                        |
| Мирамичи           | Њу Брансвик            | 27.593                              | 11.594 – Чатам-Дагластаун     |
| Кентвил            | Нова Шкотска           | 26.929                              | 14.905                        |
| Едмундстон         | Њу Брансвик            | 22.144                              | 13.125                        |
| Самерсајд          | Острво Принца Едварда  | 18.157                              | 14.952                        |
| Гренд Фалс-Виндзор | Њуфаундленд и Лабрадор | 13.853                              | 11.986                        |

## Даље читање
- Hamilton, William Baillie (1996), Place names of Atlantic Canada, University of Toronto Press, ISBN 0-8020-0471-7
- MacEachern, Alan Andrew (2001), Natural selections: national parks in Atlantic Canada, McGill-Queen's University Press, ISBN 0-7735-2157-7
- Martinez, Andrew J; Martinez, Candace Storm (2003), Marine Life of the North Atlantic: Canada to New England, Aqua Quest Publications, ISBN 1-881652-32-7
- Prieur, Benoit (2005), Atlantic Canada, Ulysse Travel Publ, ISBN 2894647239